# 2a Força Aèria Tàctica de la RAF
La Segona Força Aèria Tàctica de la RAF (2TAF) (anglès: RAF Second Tactical Air Force) va ser una de les tres forces aèries tàctiques de la Royal Air Force (RAF) durant i després de la Segona Guerra Mundial. Estava format per esquadrons i personal de la RAF, altres forces aèries de la Commonwealth britànica i exiliats de l'Europa ocupada pels alemanys. Rebatejat com a Forces Aèries d'Ocupació Britàniques el 1945, el 2TAF es va recrear el 1951 i es va convertir en la Royal Air Force Alemanya el 1959.

## Història

### Formació
La 2TAF es va formar l'1 de juny de 1943 com a HQ Tactical Air Force des del Comandament de Cooperació de l'Exèrcit, en relació amb els preparatius que aleshores en curs per envair Europa un any més tard. Va prendre unitats tant del Comandament de Caces com del Comandament de Bombarders per formar una força capaç de donar suport a l'Exèrcit al camp. El Comandament de Bombarders va proporcionar el 2n Grup de Bombarders Lleugers; el Comandament de Caces es va dividir en la Defensa Aèria de Gran Bretanya, conservant unitats de caça per a la defensa nacional, i els Grups Grup 83 i 84 operant avions i el Grup 85 controlant unitats terrestres, per a la Segona Força Aèria Tàctica. A més, el Grup 38 de remolc de planadors d'assalt i l'esquadró 140, que proporcionava un reconeixement fotogràfic estratègic, també formaven part de la força aèria tàctica en els seus inicis.

### Segona Guerra Mundial
El primer comandant del 2TAF va ser el mariscal de l'aire Sir John d'Albiac, qui, el 21 de gener de 1944, va ser succeït per l'home més associat amb el 2n TAF, el mariscal de l'aire Sir Arthur Coningham. Coningham tenia una gran experiència en el tipus d'operacions necessàries per donar suport a la guerra terrestre en moviment ràpid a causa del seu comandament de la Força Aèria del Desert al nord d'Àfrica i Itàlia. Va perfeccionar el 2n TAF en un comandament a l'altura dels reptes que se li presentaven, i va incorporar moltes de les lliçons d'Itàlia, inclòs l'ús del sistema de "cab rank" per a avions per a un suport aeri proper, a la doctrina del 2n TAF.

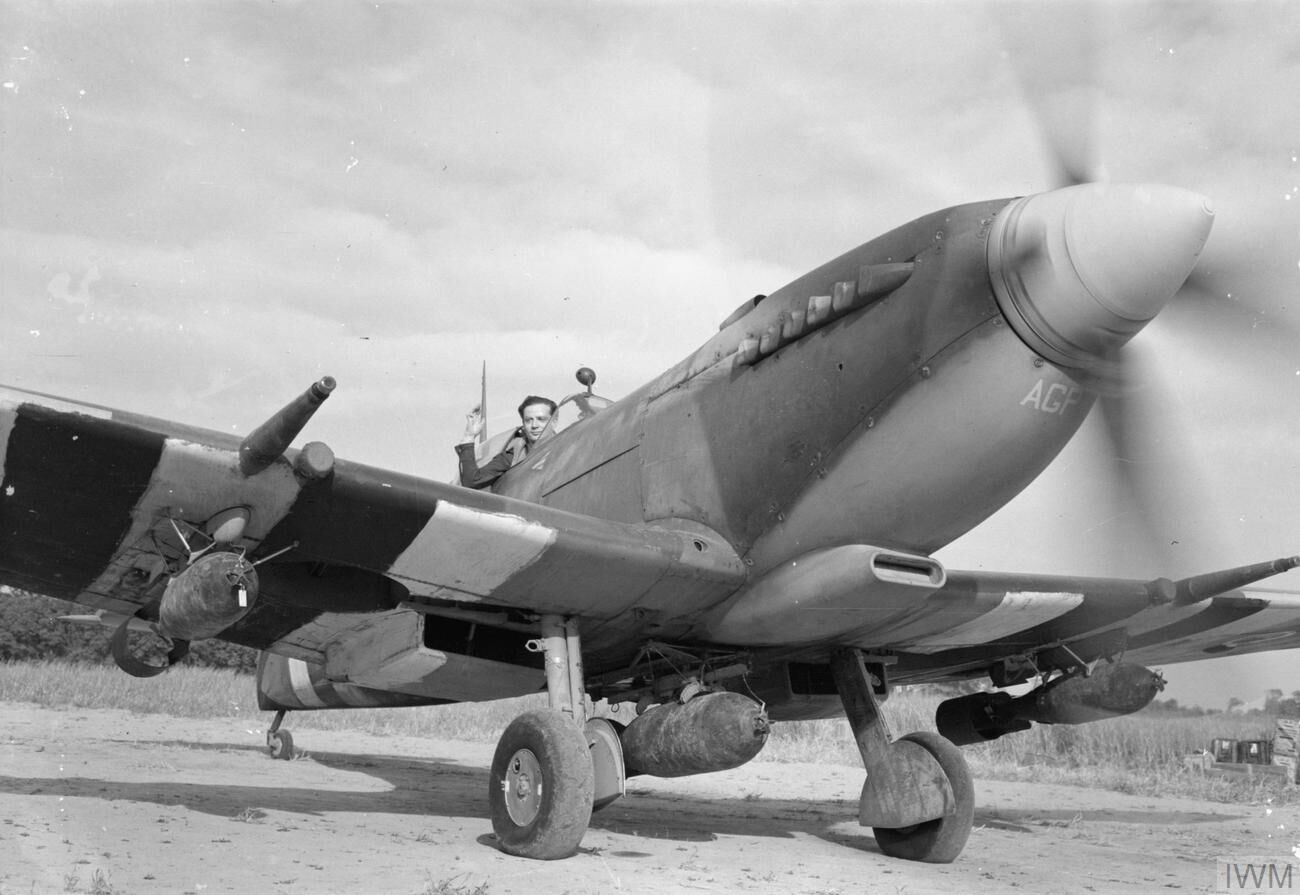
Geoffrey Page, comandant de la 125 Ala de la Segona TAF, a punt d'enlairar en una sortida des de Longues-sur-Mer, Normandia, en un Spitfire IX, (juny de 1944).

L'ala núm. 34 (Reconeixement fotogràfic), comandada pel Comodor E.C. Thornton de la Royal Navy, va servir com a piscina d'observació aèria per al suport de foc naval durant l'Operació Overlord. L'ala incloïa els esquadrons de la RAF 2n, 26è, 63è, 268è, 414è RCAF, 808è Naval, 885è Naval, 886è Naval, 897è Naval i, breument, el VOS-7 de la Marina dels Estats Units
En aquesta etapa tardana de la guerra, la Luftwaffe no era més que una pàl·lida ombra de l'organització que havia estat abans. Majoritàriament, el 2n TAF va passar el seu temps donant suport a les forces britàniques i canadenques al flanc esquerre del comandament del Quarter General Suprem Aliat de la Força Expedicionària. Una excepció notable va ser l'últim gran atac de la Luftwaffe, l'Operació Bodenplatte, muntat el dia d'Any Nou de 1945, quan el 2n TAF va patir greus pèrdues a terra.
El 20 de gener de 1945, quatre avions a reacció Gloster Meteors del 616è Esquadró van ser traslladats a Melsbroek a Bèlgica i units a la Segona Força Aèria Tàctica.
El febrer de 1945 es va establir el Grup 87, una formació de transport. Va passar a formar part del 2n TAF/BAFO, però es va reduir a l'Ala 87 el 15 de juliol de 1946.

### Post Segona Guerra Mundial
La Segona TAF va ser rebatejada com a Forces Aèries d'Ocupació Britàniques el 15 de juliol de 1945. Va començar com una força gran de quatre grups (2, 83, 84, 85 Grups) però el Grup 2 es va dissoldre l'1 de maig de 1947.
A finals de 1947, les forces s'havien reduït a deu esquadrons en tres aeròdroms, tots directament sota el control del quarter general aeri a Bad Eilsen. El 1951, les Forces Aèries d'Ocupació Britàniques van tornar al seu nom anterior amb la recreació de la Segona Força Aèria Tàctica l'1 de setembre de 1951.
El grup núm. 2 va ser transferit de nou a la Segona Força Aèria Tàctica l'1 de setembre de 1951, però es va dissoldre el 15 de novembre de 1958. El grup núm. 83 de la RAF va controlar l'àrea sud de 2TAF entre 1952 i 1958. L'1 de juliol de 1956, el grup núm. inclouen ales a Ahlhorn (núm. 125 Wing RAF), RAF Fassberg (121a Ala), Gutersloh (551a Ala, sota el control del Comandament de Bombarders), Jever (122a Ala), Laarbruch (34a Ala), RAF Oldenburg (124a Ala), i RAF Wunstorf (123a Ala), mentre que el grup núm. 83 va dirigir les ales a RAF Bruggen, Celle, RAF Geilenkirchen, RAF Wahn, i RAF Wildenrath.
La Segona Força Aèria Tàctica va ser redesignada Royal Air Force Alemanya l'1 de gener de 1959, moment en què C.-in-C. La RAF Alemanya es va convertir en comandant de la Segona Força Aèria Tàctica Aliada de l'OTAN (2 ATAF).

## Comandants

### Segona Força Aèria Tàctica
- 1 de juny de 1943 - Mariscal de l'Aire Sir John D'Albiac
- 21 de gener de 1944 - Mariscal de l'Aire Sir Arthur Coningham

### Forces Aèries Britàniques d'Ocupació
- 15 de juliol de 1945 Mariscal en Cap de l'Aire Sir Sholto Douglas
- 1 de febrer de 1946 Mariscal de l'Aire Sir Philip Wigglesworth
- 30 d'octubre de 1948 Mariscal de l'Aire Sir Thomas Williams

### Segona Força Aèria Tàctica
- 1 d'octubre de 1951 Mariscal en Cap de l'Aire Sir Robert Foster
- 3 de desembre de 1953 Mariscal de l'Aire Sir Harry Broadhurst[8]
- 22 de gener de 1956 Mariscal de l'Aire el Comte de Bandon
- 1 de juny de 1957 – Mariscal de l'Aire Sir Humphrey Edwardes-Jones

### Royal Air Force Alemanya
- 1 de gener de 1959 – Mariscal de l'Aire Sir Humphrey Edwardes-Jones
- 7 de gener de 1961 – Mariscal de l'Aire Sir John Grandy
- 25 de juny de 1963 – Mariscal de l'Aire Sir Ronald Lees
- 6 de desembre de 1965 – Mariscal de l'Aire Sir Denis Spotswood
- 16 de juliol de 1968 – Mariscal de l'Aire Christopher Foxley-Norris
- 10 de novembre de 1970 – Mariscal de l'Aire Harold Brownlow Martin
- 4 d'abril de 1973 – Mariscal de l'Aire Nigel Maynard
- 19 de gener de 1976 – Mariscal de l'Aire Sir Michael Beetham
- 25 de juliol de 1977 – Mariscal de l'Aire Sir John Stacey
- 30 d'abril de 1979 – Mariscal de l'Aire Sir Peter Terry
- 2 de febrer de 1981 – Mariscal de l'Aire Sir Thomas Kennedy
- 9 d'abril de 1983 – Mariscal de l'Aire Sir Patrick Hine
- 1 de juliol de 1985 – Mariscal de l'Aire Sir David Parry-Evans
- 13 d'abril de 1987 – Mariscal de l'Aire Sir Anthony Skingsley
- 14 d'abril de 1989 – Mariscal de l'Aire Sir Roger Palin
- 22 d'abril de 1991 – Mariscal de l'Aire Sir Andrew Wilson